# Serbia y Montenegro
Serbia y Montenegro (en serbocroata: Србија и Црна Гора/Srbija i Crna Gora), cuyo nombre oficial era Unión Estatal de Serbia y Montenegro, fue un Estado europeo situado en la península balcánica, constituido por las repúblicas de Serbia y Montenegro, que existió desde el 4 de febrero de 2003 hasta el  5 de junio de 2006, tras la proclamación de la independencia por parte de Montenegro en 2006 a través de un referéndum hecho el 3 de junio. Limitaba con Albania, Macedonia del Norte, Bulgaria, Rumania, Hungría, Croacia y Bosnia y Herzegovina.

## Historia
En los siglos VI y VII, las tribus eslavas de la cuenca entre los ríos Óder y Vístula migraron hacia el sur y se establecieron en la vertiente meridional de los Cárpatos. Estos pueblos eran el origen de los croatas y serbios, que entonces constituían una sola nacionalidad, aunque sin un estado único. En el s. VII, ante los ataques de los ávaros, el imperio bizantino pactó alianzas con estos pueblos eslavos, que así se establecieron en la región dinárica de la península de los Balcanes, que hasta entonces formalmente era parte del dicho imperio.
Sin embargo, ante la progresiva debilidad de Bizancio, los serbocroatas cesaron prontamente de prestar cualquier clase de vasallaje al imperio bizantino, más cuando el conjunto establecido al oeste del río Drin aceptó la primacía de la Iglesia romana y, en su momento, la hegemonía del imperio carolingio. Así surgió netamente el conjunto croata. Los serbios, por su parte, se adhirieron al cristianismo bizantino, pero esto no fue óbice para que, siguiendo el ejemplo croata, se mantuvieran independientes del imperio bizantino.
De este modo, los serbios lucharon contra los bizantinos y finalmente aseguraron su independencia. El gobernador serbio (zar) más poderoso fue Stefan Dušan. Redactó los códigos de leyes serbias y abrió nuevos mercados comerciales. Serbia floreció y fue una de las naciones y culturas más desarrolladas en Europa.
El trono finalmente pasó a Lazar Hrebeljanović. Fue confrontado por un emisario turco que llevaba una declaración de guerra. Lazar marchó con su ejército por el campo de Kosovo a la batalla de Kosovo (1389), que terminó en un sangriento combate. Hizo retroceder a los invasores, pero cayó con todo su ejército. Belgrado cayó finalmente en poder de los otomanos el 7 de julio de 1521.

## Gobierno y política
Desde el 4 de febrero de 2003, fecha de entrada en vigor de la nueva carta constitucional, la denominación Serbia y Montenegro sustituyó a República Federal de Yugoslavia. El nombre usual o corto y el oficial presentaban la misma forma.
Serbia y Montenegro no tenía capital común: Belgrado era el centro administrativo y la sede de la Asamblea Federal y del Consejo de Ministros; Podgorica era la sede del Tribunal de Serbia y Montenegro.
No existían prácticamente políticas comunes y ambas repúblicas funcionaban por separado. A pesar de existir unas instituciones comunes (el presidente y el parlamento, compuesto por 91 parlamentarios de Serbia y 35 de Montenegro), ambas repúblicas solo tenían una política común en cuanto a defensa, cancillería, comercio y derechos humanos. No mantenían la misma moneda, ya que Serbia utilizaba el dinar serbio y Montenegro, el euro.

## Disolución de Serbia y Montenegro
El 21 de mayo de 2006, en un plebiscito, el 55,4% de la población montenegrina apoyó la independencia de este territorio (la Unión Europea había fijado un mínimo del 50% de participación y un 55% de votos a favor de la independencia para aceptar el resultado). El 3 de junio de 2006 el parlamento de Montenegro ratificó estos resultados y proclamó la independencia del país, con lo que la federación de Serbia y Montenegro dejaba de existir y se fragmentaba en dos estados: Serbia y Montenegro.

## Organización político-administrativa

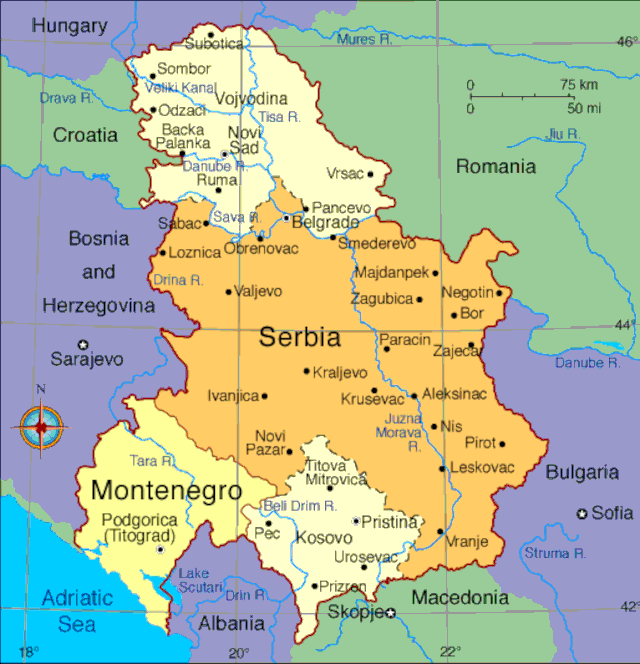
División política de Serbia y Montenegro.

Serbia y Montenegro comprendía cuatro unidades políticas principales: dos repúblicas y dos provincias subordinadas:
- Serbia (capital: Belgrado).
  - Vojvodina: provincia autónoma dentro de Serbia (capital: Novi Sad).
  - Kosovo: provincia autónoma dentro de Serbia administrada por la ONU (capital: Priština).
- Montenegro (capital: Podgorica).

La capital política y administrativa del país era Belgrado, mientras que su capital judicial era Podgorica.